# 蒂诺斯专区
蒂诺斯专区（希臘語：Περιφερειακή ενότητα Τήνου），是希腊南愛琴大區的一个专区。专区包括蒂诺斯岛及附近一些小岛，首府为蒂诺斯镇。专区面积为194.6平方公里，2021年人口数量为8,934人。

## 行政
在2011年卡利克拉提斯改革方案中，希腊所有州份被取消。基克拉泽斯州分为包括蒂诺斯专区在内的9个专区。蒂诺斯专区只包括一个市镇（括号内为地图中的数字）：
- 蒂诺斯（1）